# Římskokatolická farnost Čestlice
Římskokatolická farnost Čestlice je jedno z územních společenství římských katolíků v jílovském vikariátu s farním kostelem sv. Prokopa.

## Kostely farnosti
| Kostel               | Místo       | Bohoslužba        |
| -------------------- | ----------- | ----------------- |
| sv. Prokopa          | Čestlice    | ne 08.30 st 18.00 |
| Nejsvětější Trojice  | Dobřejovice |                   |
| Narození Panny Marie | Průhonice   | ne 10.45          |

## Osoby ve farnosti
MUDr. Miroslav Malý, administrátor